# غازان (بلخ)
غازان یک منطقهٔ مسکونی در افغانستان است که در ولایت بلخ واقع شده‌است.